# Gymnopternus purpuratus
Gymnopternus purpuratus är en tvåvingeart som först beskrevs av Van Duzee 1925.  Gymnopternus purpuratus ingår i släktet Gymnopternus och familjen styltflugor.
Artens utbredningsområde är Michigan. Inga underarter finns listade i Catalogue of Life.